# Poecilia obscura
Poecilia obscura es un pez de la familia de los pecílidos en el orden de los ciprinodontiformes, compartiendo con otras dos especies el subgénero Acanthophacelus.

## Morfología
Los machos pueden alcanzar los 2 cm de longitud total. y las hembras 3 cm.

## Distribución geográfica
Se distribuye en la cuenca del Oropuche y anexas al este de Trinidad.

## Historia
Considerado como guppy hasta que fue separado como nueva especie tras análisis mitocondrial.

## Híbrido
Da híbridos fértiles con guppy del Orinoco Poecilia reticulata, la introducción de esta especie cercana es el mayor peligro para la especie. 